# Thomas Plunket (2e baron Plunket)
Pour les articles homonymes, voir Plunket.
Thomas Span Plunket, 2e baron Plunket (1792-1866), est évêque de Tuam, Killaly et Achonry .

## Biographie
Plunket est le premier fils de William Plunket (1er baron Plunket) et de sa femme, Catherine (née McCausland). Il fait ses études au St John's College de Cambridge . Il est doyen de Down de 1831 à 1839 avant d'être nommé évêque de Tuam, Killala et Achonry en 1839, poste qu'il occupe jusqu'à sa mort en 1866. Il part vivre dans un domaine privé à Tourmakeady, où il expulse de nombreuses familles catholiques pour ne pas avoir envoyé leurs enfants à l'école protestante, pendant les campagnes de prosélytisme de la Seconde Réforme dont il a été l'un des plus zélés. En 1852, il fait construire une église protestante à proximité.
À la mort de son père en 1854, il devient le 2e baron Plunket. À sa mort, il est remplacé comme baron Plunket par son jeune frère. Son deuxième prénom est tiré de sa grand-mère maternelle, Elizabeth (née Span). Il est enterré dans le cimetière de son église maintenant en ruine à Tourmakeady.

## Famille
Le 26 octobre 1819, Plunket épouse Louisa-Jane (1798-1893), deuxième fille de John William Foster de Fanevalley, comté de Louth.
Ils ont :
- Katherine Plunket (1820-1932) - la personne irlandaise la plus âgée de tous les temps
- Émilie (d. Rome, 1843)
- Marie
- Frederica Plunket (en) (1838-1886)
- Gertrude (1er février 1841 – 1924)